# Sercan Güvenışık
Sercan Güvenışık (* 1. März 1980 in Ankara) ist ein ehemaliger türkischer Fußballspieler und jetziger Spielerberater, der auch die deutsche Staatsbürgerschaft besitzt.

## Karriere
Güvenışık startete seine Fußballkarriere beim VSC 1862 Donauwörth. Danach wechselte er in die D-Jugend des FC Augsburg und spielte dort, bis er in die B-Jugend des FC Bayern München wechselte. In der A-Jugend wechselte er zurück nach Augsburg und wurde dort 1998 zur 1. Mannschaft hochgezogen, wo der Stürmer ein Jahr in der Regionalliga spielte, gute Leistungen zeigte und 10 Tore schoss, woraufhin er als 19-Jähriger zum MSV Duisburg wechselte. Bei den Zebras spielte er bis 2003 sechsmal in der Bundesliga (kein Tor) und 74-mal in der 2. Bundesliga (12 Tore).
Im Juli 2003 wechselte Güvenışık zum türkischen Erstligisten Denizlispor, den er allerdings nach nur sechs Monaten wieder verließ, um sich dem Süd-Regionalligisten 1. SC Feucht anzuschließen. Anschließend wechselte er erneut in die erste türkische Liga zu Vestel Manisaspor. Aufgrund von Unregelmäßigkeiten bei den Gehältern kehrte er nach einem Jahr nach Deutschland zurück. In der Rückrunde der Regionalliga Nord 2005/06 schnürte er seine Fußballschuhe für Preußen Münster. Dort schoss er sechs Tore in 11 Spielen, wurde zum Publikumsliebling („König Güve“), konnte jedoch den Abstieg des Traditionsvereins in die Oberliga Westfalen nicht verhindern. Schuld daran war auch eine schwerwiegende Verletzung am Kreuzband, erlitten im Meisterschaftsspiel gegen die zweite Mannschaft des 1. FC Köln, welches ihn vorerst 5 Wochen außer Gefecht setzte.
Ab Sommer 2006 stand er im Kader des Zweitligisten FC Carl Zeiss Jena und musste jedoch am lädierten Kreuzband operiert werden und fiel für sechs Monate aus. Im Juni 2007 unterschrieb er beim Regionalligisten Rot-Weiss Essen einen Ein-Jahres-Vertrag. Zur Saison 2008/09 wechselte Güvenışık zum Drittligisten SC Paderborn 07. Beim SC Paderborn 07 wurde er am 27. April 2009 wegen seines Fehlverhalten nach einer Auswechslung kurzzeitig suspendiert. Mit dem SC 07 stieg Güvenışık am Saisonende in die 2. Bundesliga auf. In der Vorrunde der Saison 2009/10 kam er auf neun Zweitligaeinsätze, absolvierte jedoch kein Spiel über die volle Spielzeit. In der Winterpause kehrte Güvenisik zu Preußen Münster zurück.
Am 29. Januar 2012 löste Güvenışık seinen Vertrag in Münster auf und unterschrieb in der Major League Soccer bei den San José Earthquakes. In der Saison 2012 stand er bei 20 Spielen im Kader, kam aber nur zu fünf Einsätzen. Im November 2012 beendete er seine Karriere.
Sercan Güvenışık bestritt drei U-17-Spiele und drei U-21-Spiele für die Türkei.
Nach dem Ende seiner Karriere machte er sich als Spielerberater selbstständig.